# Wesuweer Moor
Das Wesuweer Moor ist ein Naturschutzgebiet in den niedersächsischen Städten Haren (Ems) und Meppen und der Gemeinde Twist im Landkreis Emsland.
Das Naturschutzgebiet mit dem Kennzeichen NSG WE 267 ist 409 Hektar groß. Es liegt nordwestlich von Meppen größtenteils im Internationalen Naturpark Bourtanger Moor-Bargerveen und ist Bestandteil des Bourtanger Moores. Im Osten grenzt ein Teil des Naturschutzgebietes direkt an die A 31.
Östlich der Autobahn schließt sich das Naturschutzgebiet „Versener Heidesee“ an, südlich liegt das Naturschutzgebiet „Südliches Versener Moor“.
Das Naturschutzgebiet stellt ein Hochmoorgebiet unter Schutz, das zum Zeitpunkt der Unterschutzstellung noch großflächig industriell abgetorft wurde. Nach dem Ende des Torfabbaus soll das Gebiet durch Wiedervernässung renaturiert werden. Teile des Schutzgebietes werden von bewaldeten Flächen, Moorheide und Moorgrünland geprägt.
Das Gebiet wird über Gräben zum Wesuwer Schloot, das südöstlich von Wesuwe in die Ems mündet, sowie teilweise zum Süd-Nord-Kanal entwässert.
Das Gebiet steht seit dem 14. Juni 2008 unter Naturschutz. Zuständige untere Naturschutzbehörde ist der Landkreis Emsland.